# 29-я отдельная гвардейская бригада радиационной, химической и биологической защиты
29-я отдельная гвардейская бригада радиационной, химической и биологической защиты имени Героя Советского Союза генерал-полковника В. К. Пикалова (29 гв. обррхбз, в/ч 34081) — тактическое соединение Сухопутных войск Российской Федерации.
Соединение находится в составе Центрального военного округа с пунктом постоянной дислокации в г. Екатеринбург.

## История
29-я бригада радиационной, химической и биологической защиты была сформирована 8 декабря 1987 года в городе Верхняя Пышма Свердловской области. Первоначально носила наименование 29-я бригада химической защиты. Соединение дислоцировалось на конец 1980-х гг. в городе Свердловск в составе Уральского военного округа.
За годы существования соединения его военнослужащим было вручено более 700 орденов и медалей.
В 2016 году военнослужащие соединения принимали участие в ликвидации вспышки сибирской язвы на Ямале. В ходе операции уничтожили 2600 туш павших оленей, дезинфицировали технику и территорию. Была установлена карантинная зона. За ликвидацию биологического заражения бригада удостоена благодарностей и медалей «За сохранение Арктики» и «За мужество и самоотверженность».
23 сентября 2018 года был издан Указ Президента Российской Федерации от 22 сентября 2018 № 534 о присвоении 29-й бригаде имени Героя Советского Союза генерал-полковника Пикалова Владимира Карповича — советского организатора и руководителя химических войск, начальника химических войск Министерства обороны СССР, участника Великой Отечественной войны и ликвидации последствий аварии на Чернобыльской АЭС.
Бригада приняла участие во вторжении на Украину.
27 марта 2024 29-й отдельной бригаде радиационной, химической и биологической защиты присвоено почётное наименование «гвардейская» за массовый героизм и отвагу, стойкость и мужество проявленные личным составом бригады в боевых действиях по защите Отечества и государственных интересов в условиях вооружённых конфликтов..